# Zuid-Scharwoude
Zuid-Scharwoude (tiếng Tây Frisia: Sûd-Skerwou) là một thị trấn ở tỉnh Noord-Holland, Hà Lan.Thị trấn này thuộc khu tự quản Dijk en Waard, cách Alkmaar khoảng 8 km về phía tây bắc.

## Lịch sử
Zuid-Scharwoude có dân số 626 người năm 1840. Đây là một khu tự quản riêng biệt từ năm 1817 đến năm 1941, khi trở thành một phần của Langedijk. Nơi đây từng là thủ phủ của Langedijk. Kể từ năm 2022, thị trấn này đã trở thành một phần của khu tự quản mới Dijk en Waard.

## Hình ảnh

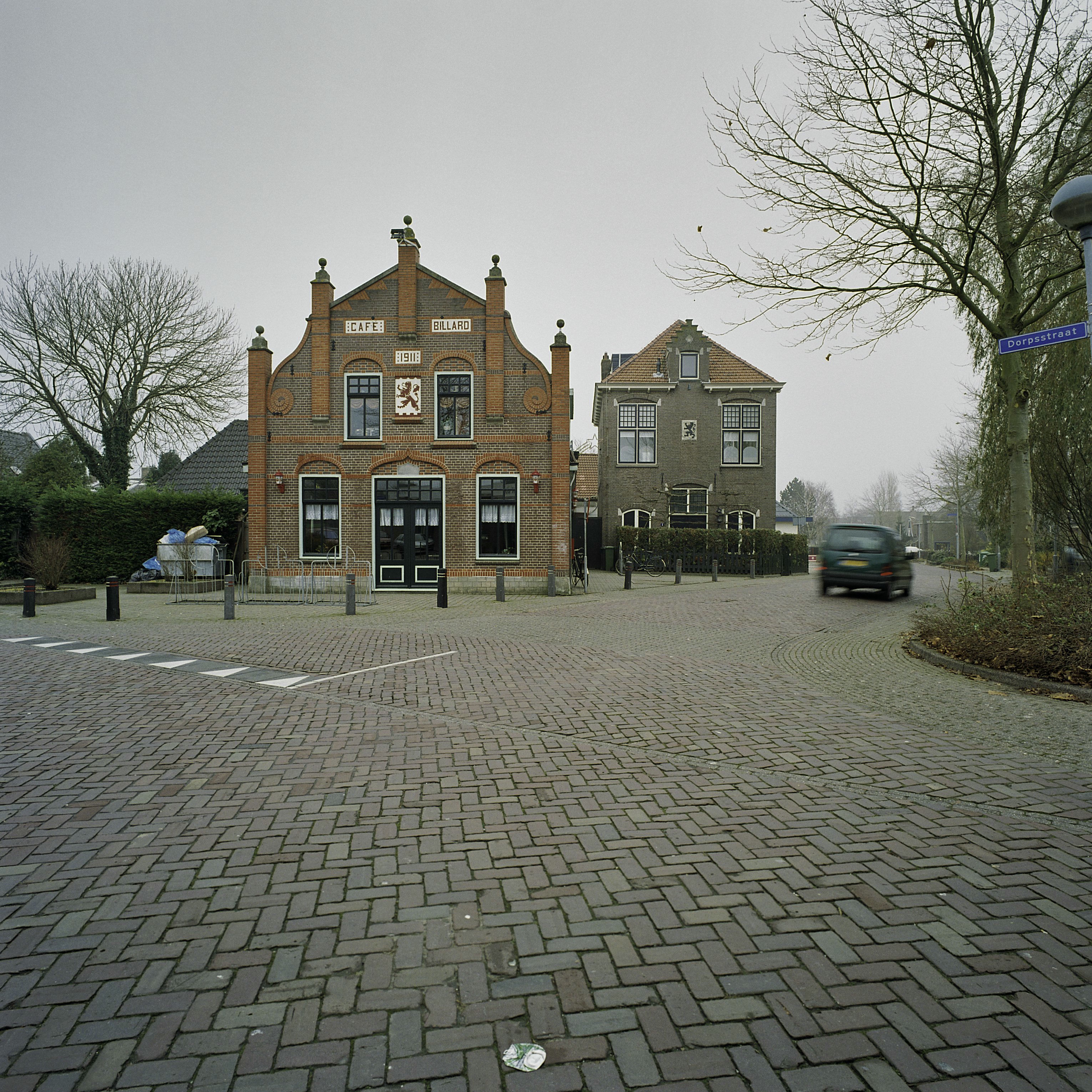
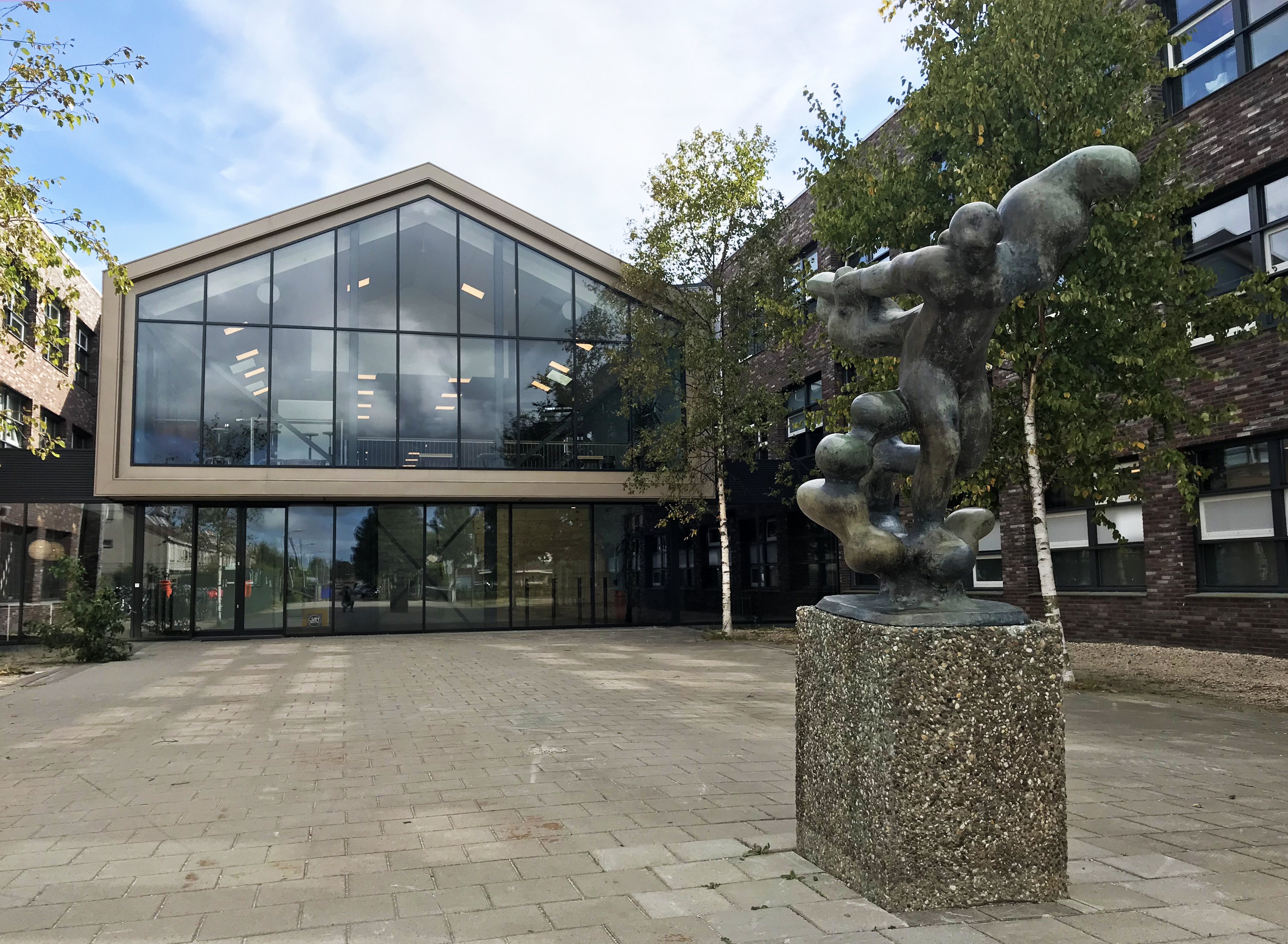